# Schirn Kunsthalle Frankfurt

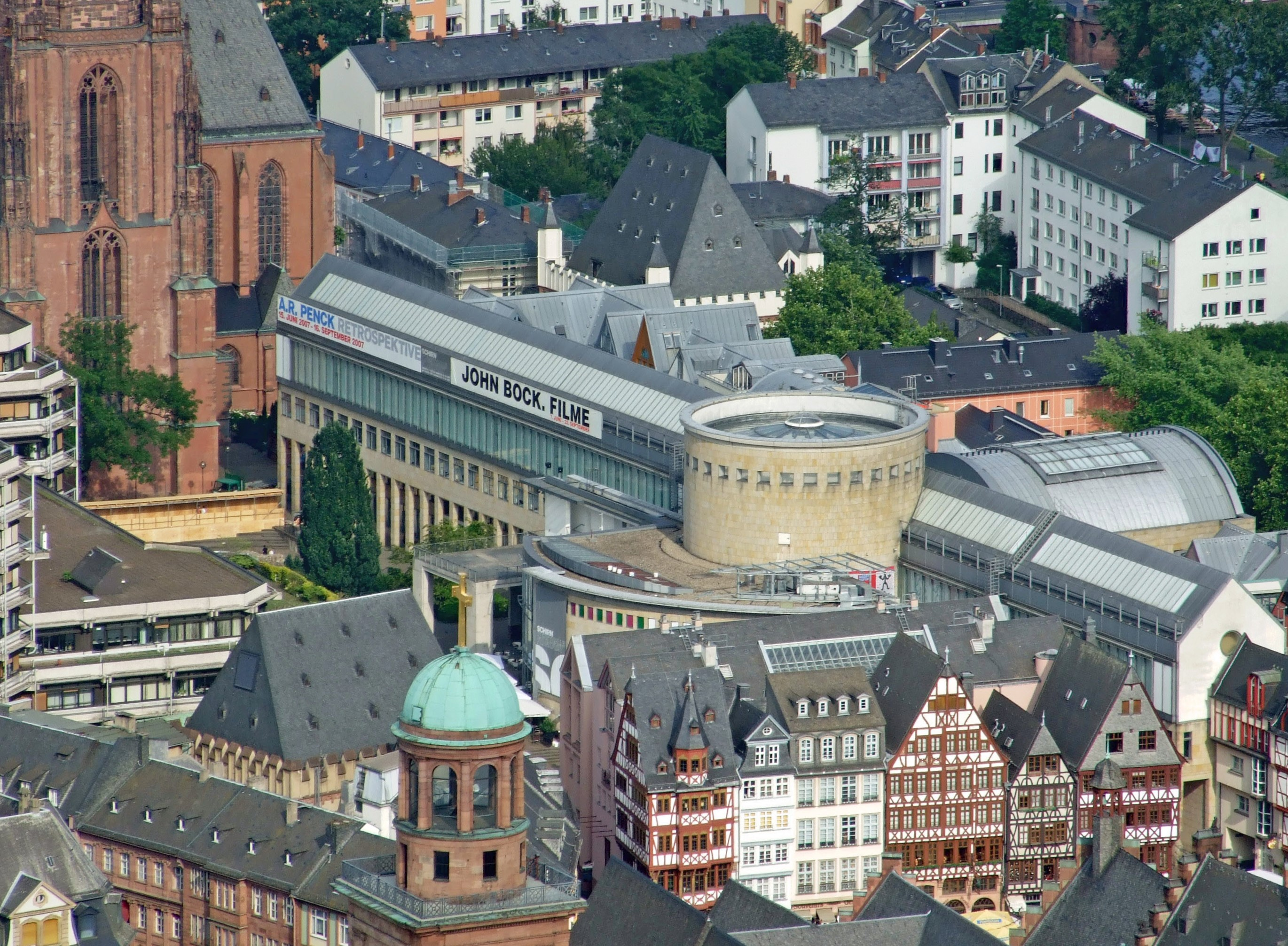
Lage der Kunsthalle inmitten der Altstadt, zwischen Römerberg (vorn) und Kaiserdom (hinten), im Juni 2007

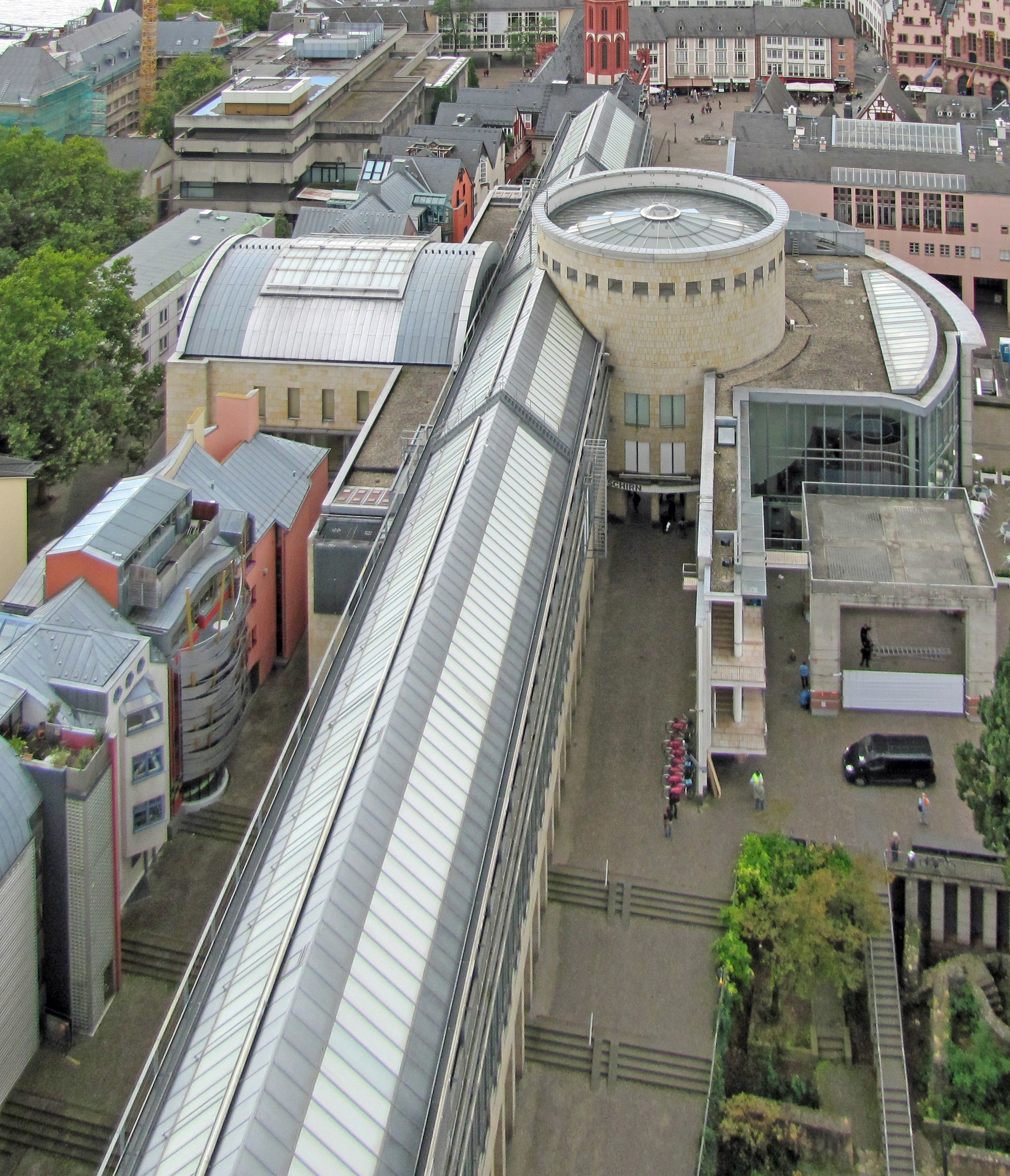
Blick von oben auf die Schirn Kunsthalle, im September 2010

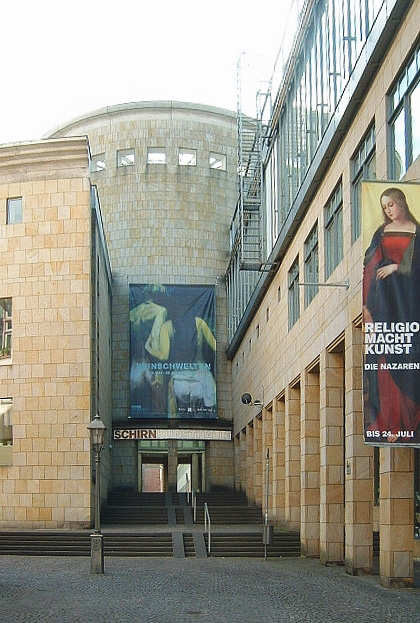
Blick auf das Rondell der Schirn, im Mai 2005

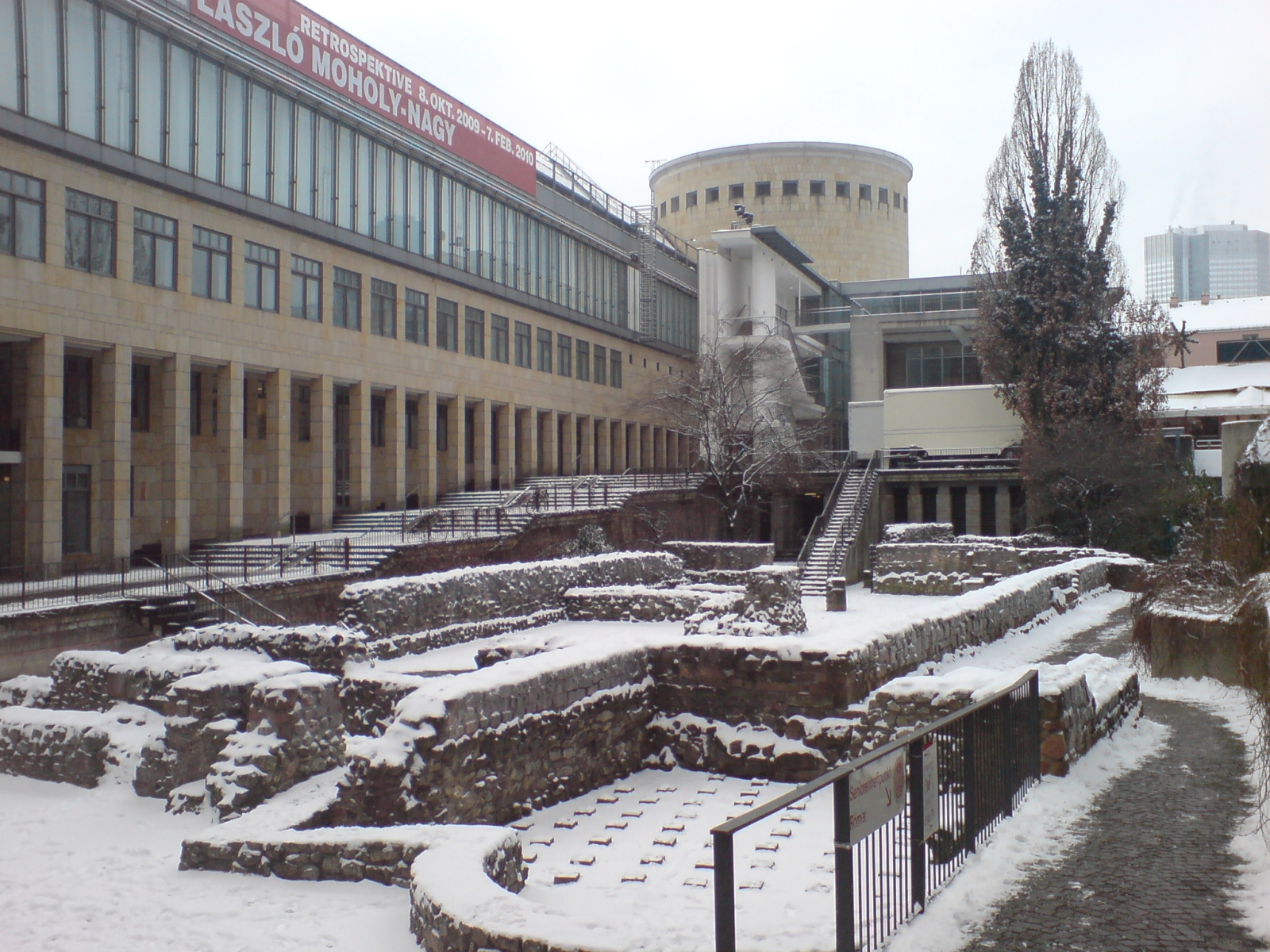
Blick über den Historischen Garten auf Langhaus und Rotunde der Schirn vor Baubeginn des Dom-Römer-Projekts, im Dezember 2009

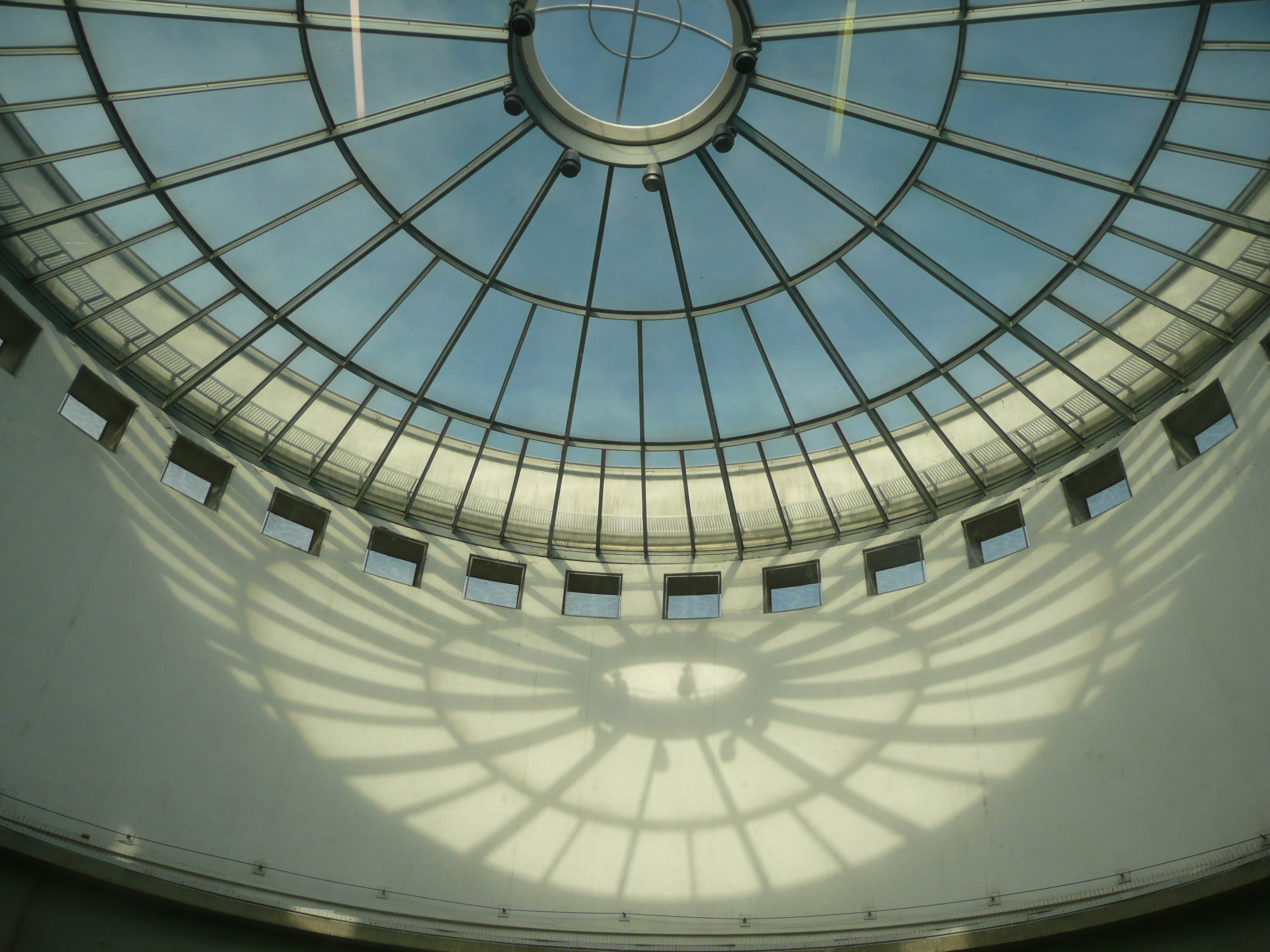
Glaskuppel der Rotunde (2008)

Die Schirn Kunsthalle in der Altstadt von Frankfurt am Main, umgangssprachlich auch einfach Die Schirn, zählt zu den bekannten Ausstellungshäusern Europas. Die Schirn wurde 1986 eröffnet und in ihr wurden seither über 280 Ausstellungen gezeigt. Sie verfügt über keine eigene Sammlung, sondern organisiert befristete Ausstellungen und Projekte zu ausgewählten Themen oder zum Werk einzelner Künstler. Als Kunsthalle genießt die Schirn nationales und internationales Ansehen, das sie sich durch Eigenproduktionen, Publikationen und Ausstellungskooperationen mit Häusern wie dem Centre Pompidou, der Tate Gallery, dem Solomon R. Guggenheim Museum, der Eremitage in Sankt Petersburg oder dem Museum of Modern Art in New York erworben hat.

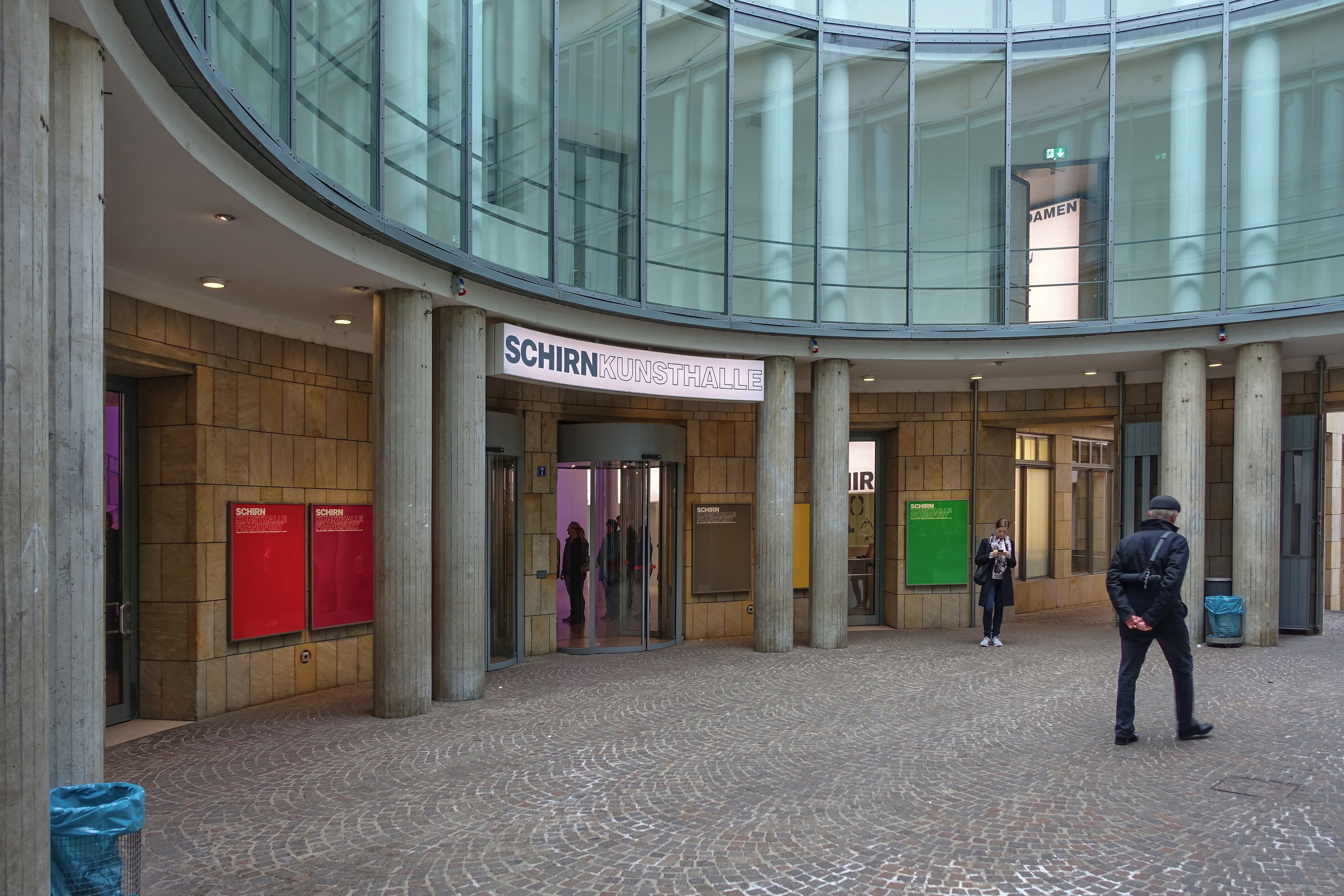
Rotunde mit Eingangsbereich

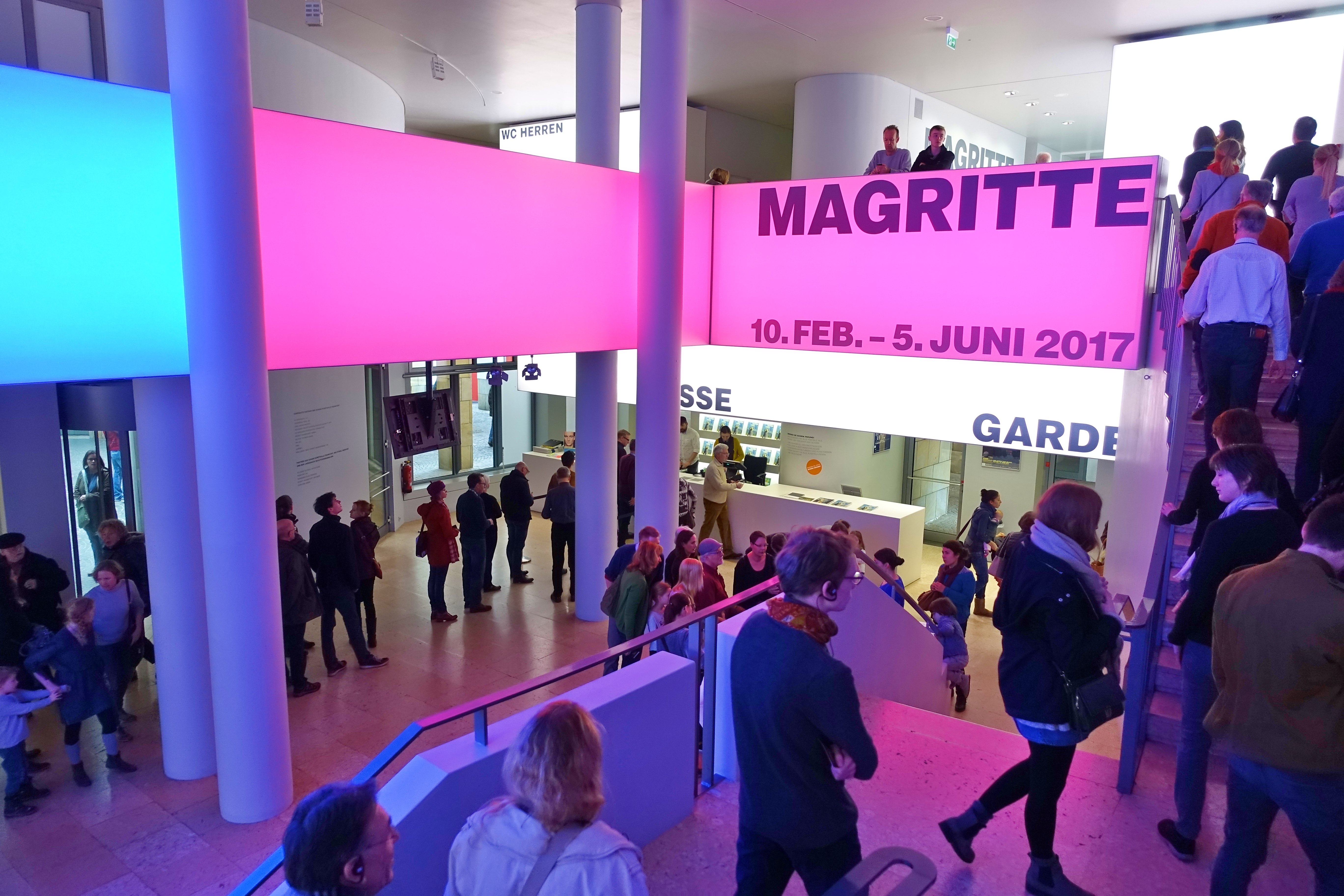
Foyer mit Aufgang zu den Ausstellungsräumen

## Lage und Architektur
Die Kunsthalle Schirn wurde ab 1983 durch das Architekturbüro BJSS (Dietrich Bangert, Bernd Jansen, Stefan Jan Scholz und Axel Schultes) entworfen und gebaut. Die Eröffnung fand am 28. Februar 1986 statt. Die Kunsthalle bietet eine Ausstellungsfläche von insgesamt 2000 Quadratmetern.
Die Schirn steht inmitten der Frankfurter Altstadt. Der in Ost-West-Richtung sehr langgestreckte Bau liegt zwischen den bei den Luftangriffen auf Frankfurt am Main im Zweiten Weltkrieg zerstörten, nach 1945 völlig neu gestalteten und parallel verlaufenden Altstadtstraßen Bendergasse im Norden und Saalgasse im Süden. Das westliche Ende des Baus befindet sich nahe der Nikolaikirche und dem Römerberg, ziemlich genau dort, wo sich bis zur Zerstörung im Zweiten Weltkrieg das Fünffingerplätzchen befand. Das östliche Ende schließt sich an das Südportal des Turms des Kaiserdoms.
Die mit hellem Sandstein verkleidete Kunsthalle besteht aus mehreren ineinander verschachtelten Baukörpern, die in sich jeweils einen geometrischen Grundriss aufweisen. Der markanteste Bauteil ist eine in Ost-West-Richtung verlaufende, etwa 140 Meter lange und 10 Meter breite fünfgeschossige Halle, der eigentliche Ausstellungsbau. Zur Bendergasse hin sind die Erdgeschosse dieses Langhauses als offener Säulengang ausgebildet, eine strenge Reihung schmuckloser quadratischer Pfeiler. Bangert gestaltete das Langhaus als eine Reminiszenz an das Gebäude der Uffizien in Florenz. Da die Bendergasse nach Osten hin abfällt und über Treppenstufen geführt wird, ist dieser Laubengang im Bereich der Rotunde ein Stockwerk, am Dom jedoch zwei Stockwerke hoch.
Diese Arkaden bilden die südliche Einfassung des Archäologischen Gartens. Seine östliche Begrenzung ist der Domturm, seine nördliche bis 2011 das Technische Rathaus.
Etwas westlich von der Mitte dieses Langhauses sind entlang einer gedachten Querachse weitere Bauteile angeordnet: im Süden, zur Saalgasse, ein mehrgeschossiger Kubus auf rechteckigem Grundriss (etwa 18 × 24 m²), daran anschließend, parallel zum Langhaus eine langrechteckige Aufweitung. Auf der nördlichen Seite der Hauptachse folgt der neben der Haupthalle markanteste Bauteil der Schirn, die von einer Glaskuppel gekrönte Rotunde, die mit rund 20 Metern Durchmesser den monumentalen Haupteingang bildet. Sie ist der höchste Bauteil der Schirn, besitzt aber keine Stockwerke, sondern bildet einen einzigen offenen Raum. Hier befindet sich der Zugang zur Schirn.
Durch die Rotunde hindurch führt eine in das Gebäude eingeschnittene Schlucht im Verlauf der alten Bendergasse. Nördlich jenseits der Gasse schließt sich ein weiterer halbrunder Bauteil an, der bei etwas mehr als doppeltem Radius denselben Kreismittelpunkt wie die Rotunde aufweist. Dieser von der eigentlichen Ausstellungshalle durch die Bendergasse getrennte Bauteil beherbergt das Schirn-Café. In das östliche Ende dieses Bauteils ist schließlich eine rechteckige Öffnung eingearbeitet, in der auf Straßenniveau ein etwa zwei Stockwerke hoher, überdimensionaler, aber zweckfreier Tisch stand, der im Rahmen des Dom-Römer-Projekts, der Rekonstruktion der Altstadt Frankfurts, im August 2012 abgerissen wurde.
Gemeinsam mit der Kunsthalle wurden, direkt südlich angrenzend, also auf der nördlichen Straßenseite der Saalgasse, zwei durch den südlichen Schirn-Kubus voneinander getrennte Häuserzeilen errichtet. Die Häuser weisen altstadttypische Proportionen und Grundstücksgrößen auf, sind aber durchweg im Stil der 1980er Jahre, in einer teilweise sehr bunten Postmoderne, gestaltet. Kunsthalle und Häuserzeilen gruppieren sich um zwei halböffentliche (also zugängliche, aber nicht öffentlich genutzte) Innenhöfe, die den Höhenunterschied zwischen Bender- und Saalgasse (Domhügel) ausgleichen: Der Zugang von den Saalgasse-Häusern in den Innenhof erfolgt über das erste Obergeschoss.
Seit 2002 hat die Schirn ein neues vom Architekturbüro Kuehn Malvezzi gestaltetes Inneres. Es taucht das Foyer mittels moderner RGB-Lichttechnik in changierende Farben.
Im Zusammenhang mit dem vollzogenen Abriss des nahegelegenen Technischen Rathauses schlug unter anderem der Architekt Christoph Mäckler vor, auch Teile der Schirn abzureißen, um so den historischen Krönungsweg vom Kaiserdom zum Römerberg wieder mit Gebäuden einfassen zu können. Nachdem sich Bangert zur Verteidigung seines Werks zunächst auf sein Urheberrecht berief, stimmte er später einem Kompromiss zu, der einen Abriss des „Großen Tischs“ an der Nordseite des Bauwerks vorsah. Dies ermöglichte das Dom-Römer-Projekt zur Rekonstruktion mehrerer Altstadtbauten zwischen 2012 und 2016.
2014 wurde die Minischirn, ein Erlebnisraum für Kinder ab drei Jahren, eröffnet.

## Geschichte
Der Name Schirn leitet sich aus der Geschichte ihres Standortes ab. Das Wort bezeichnet ursprünglich einen offenen Verkaufsstand und stammt vom althochdeutschen scranna, wurde zum mittelhochdeutschen Schranne und später zu Scherne oder Schirn. Wo sich heute die Schirn Kunsthalle befindet, war bis zur Zerstörung am 22. März 1944 das Zentrum der dichtbesiedelten Altstadt Frankfurts. Noch bis zur Mitte des 19. Jahrhunderts lagen in den engen Gassen zwischen der heutigen Schirn und dem Main die Verkaufsstände der Frankfurter Metzgerzunft.
Nach mehreren missglückten Versuchen wurde dieser Teil der Altstadt erst Anfang der 1980er Jahre wieder bebaut. Wegen ihrer die historischen Proportionen sprengenden und die Sichtachsen des Doms und des Römerberges missachtenden Architektur war die Planung für die Schirn dabei von Anfang an umstritten. Im Zuge des Dom-Römer-Projektes wurde auch ein Abriss des altstadtuntypisch dimensionierten Gebäudes und ein Neubau an anderer Stelle in Erwägung gezogen, wie beim Technischen Rathaus. Bei einer Freilegung der Rotunde bei Teilabriss des Vorbaus mit dem Schirn-Café, welcher nicht zur Galerie gehört, wäre eine vollständige Rekonstruktion des Krönungsweges an der Südseite des Alten Marktes möglich.
Leiter der Schirn war von 1985 bis 1993 Christoph Vitali, der zugleich Geschäftsführer der Kulturgesellschaft Frankfurt mbH war. Er etablierte die Schirn als Ausstellungsort. Sein Nachfolger war Hellmut Seemann, der im Juni 2001 als Präsident der Klassik Stiftung nach Weimar ging. Seit Oktober 2001 leitete der Österreicher Max Hollein, der im Januar 2006 auch die Führung des Städels und des Liebieghauses übernommen hatte, die Schirn. Mit provokanten Titeln, außergewöhnlichen Ausstellungen und verbesserter finanzieller Ausstattung hat er die Publikumszahlen der Schirn verdreifacht. Sein Nachfolger wurde – bei den drei genannten Häusern – mit Wirkung vom 1. Oktober 2016 Philipp Demandt.
Nachdem bereits 2021 eine Neuausrichtung der Kunsthalle für das darauffolgende Jahr angekündigt worden war, beschloss der Magistrat der Stadt Frankfurt am Main als Gesellschafterversammlung im Februar 2022, Sebastian Baden mit Wirkung zum 1. Juli 2022 zum neuen Direktor und Geschäftsführer der Schirn Kunsthalle zu ernennen. Er war zuvor seit 2016 Kurator für zeitgenössische Kunst, Skulptur und Neue Medien an der Kunsthalle Mannheim.
Im Sommer 2025 schloss die Schirn Kunsthalle ihr Gebäude am Frankfurter Römerberg für mehrere Jahre wegen einer umfangreichen Sanierung und zog vorübergehend in das Gebäude der Dondorf-Druckerei im Frankfurter Ortsteil Bockenheim. Der Ausstellungsbetrieb wird dort auf drei Stockwerken vorübergehend fortgesetzt.

## Ausstellungen

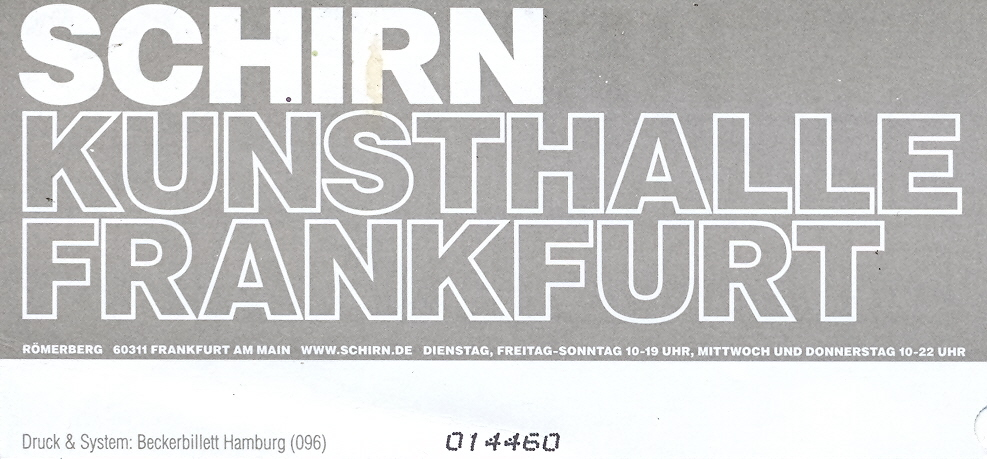
Eintrittskarte (2007)

In der Schirn wurden seit ihrer Eröffnung große Übersichtsausstellungen zum Beispiel zum Wiener Jugendstil, Expressionismus, Dada und Surrealismus, zu German Pop, zur Geschichte der Fotografie oder zu aktuellen Positionen in der Sound Art, zu Themen wie Shopping – Kunst und Konsum, der visuellen Kunst der Stalinzeit, den Nazarenern oder der neuen Romantik in der Kunst der Gegenwart gezeigt. Künstler wie Wassily Kandinsky, Alberto Giacometti, Henri Matisse, Julian Schnabel, James Ensor, James Lee Byars, Yves Klein, Peter Doig, Lászlo Moholy-Nagy, Georges Seurat, Jeff Koons, Edvard Munch, Théodore Géricault und Helene Schjerfbeck wurden in monografischen Ausstellungen vorgestellt. Zeitgenössische Künstler wie Thomas Hirschhorn, Ayşe Erkmen, Carsten Nicolai, Jan De Cock, Jonathan Meese, John Bock, Michael Sailstorfer, Terence Koh, Aleksandra Mir, Eberhard Havekost, Mike Bouchet, Yoko Ono oder Tobias Rehberger wurden in großen Einzelausstellungen präsentiert.
Bis 2024 zählte die Schirn Kunsthalle über 10 Millionen Besucher zu über 280 Ausstellungen.
Zu den fünf besucherstärksten Ausstellungen zählten Chagall. Welt in Aufruhr (2023), Edvard Munch. Der moderne Blick (2012),Magritte. „Der Verrat der Bilder“ (2017), Wassily Kandinsky – Die erste sowjetische Retrospektive (1989), Esprit Montmartre. Die Bohème in Paris um 1900 (2014).
In dem seit der Eröffnung erfolgreichsten Jahr 2023 zählte die Schirn 502.961 Besucher.
- 2010: Eberhard Havekost. Retina
- 2010: Georges Seurat. Figur im Raum
- 2010: Uwe Lausen. Ende schön alles schön
- 2010: Playing the City 2
- 2010: Peter Kogler. Projektion
- 2010: Mike Bouchet. Neues Wohnen
- 2010: Weltenwandler. Die Kunst der Outsider
- 2010: Gustave Courbet. Ein Traum von der Moderne
- 2010: Barbara Kruger. Circus
- 2011: Surreale Dinge: Skulpturen und Objekte von Dalí bis Man Ray
- 2011: Eugen Schönebeck. 1957–1967
- 2011: Haris Epaminonda. Filme
- 2011: Francesco Clemente. Palimpsest
- 2011: Geheimgesellschaften. Wissen Wagen Wollen Schweigen
- 2011: Playing the City 3, bei welcher Stadträume durch Künstler umgestaltet wurden.[14]
- 2011: Gabríela Friðriksdóttir. Crepusculum
- 2011: Erró. Porträt und Landschaft
- 2011: Kienholz. Die Zeichen der Zeit
- 2012: Edvard Munch. Der moderne Blick
- 2012: George Condo. Mental States
- 2012: Bettina Pousttchi. Framework
- 2012: Michael Riedel. Kunste zur Text
- 2012: Jeff Koons. The Painter
- 2012: Gustave Caillebotte. Ein Impressionist und die Fotografie
- 2012: Privat
- 2013: Yoko Ono. Half-a-wind show. Eine Retrospektive
- 2013: Letzte Bilder. Von Manet bis Kippenberger
- 2013: Glam! The performance of style
- 2013: Philip-Lorca diCorcia. Photographs 1975–2012
- 2013: Brasiliana. Installationen von 1960 bis heute
- 2013: Street-Art Brazil
- 2013: Géricault. Bilder auf Leben und Tod
- 2013: Philip Guston. Das große Spätwerk
- 2013: Roni Horn. Portrait of an image
- 2014: Esprit Montmartre. Die Bohème in Paris um 1900
- 2014: Tobias Rehberger. Home and away and outside
- 2014: Daniele Buetti. It's all in the mind
- 2014: Unendlicher Spaß. Leben als Optimierungs- und Erlebnisprojekt?
- 2014: Paparazzi. Fotografen, Stars und Künstler
- 2014: Andreas Schulze. Erbsenstraßen
- 2014: Helene Schjerfbeck
- 2014: German Pop[15]
- 2015: Poesie der Großstadt. Die Affichisten
- 2015: Künstler und Propheten. Eine geheime Geschichte der Moderne 1872–1972
- 2015: Alicja Kwade. Die bewegte Leere des Moments
- 2015: Doug Aitken
- 2015: Daniel Richter. Hello, I love you
- 2015: Sturm-Frauen. Künstlerinnen der Avantgarde in Berlin 1910–1932[16]
- 2015: Heather Phillipson. Eat here.
- 2016: Joan Miró. Wandbilder, Weltenbilder
- 2016: Ich (über zeitgenössische Selbstbildnisse)
- 2016: Peter Halley. The Schirn Ring
- 2016: Pioniere des Comic – Eine andere Avantgarde
- 2016: Kunst für alle. Der Farbholzschnitt in Wien um 1900
- 2016: Rosa Barba: Blind Volumes. Rotunde[17]
- 2016: Ulay Life-sized
- 2016: Giacometti–Nauman
- 2017: René Magritte. Der Verrat der Bilder
- 2017: Lena Henke: Schrei mich nicht an, Krieger
- 2017: Peter Saul
- 2017: Peace. Wie geht Frieden eigentlich?
- 2017: Diorama. Erfindung einer Illusion
- 2017: Glanz und Elend in der Weimarer Republik
- 2017: Philipp Fürhofer: [Dis]connect
- 2018: Basquiat. Boom for real
- 2018: Power to the people. Politische Kunst jetzt
- 2018: Neïl Beloufa: Global Agreement
- 2018: König der Tiere. Wilhelm Kuhnert und das Bild von Afrika
- 2018: Wildnis
- 2019: Djurberg & Berg
- 2019: Gironcoli. Prototypen einer neuen Spezies
- 2019: John M. Armleder. CA.CA.
- 2019: Big Orchestra[18]
- 2019: Hannah Ryggen
- 2019: Lee Krasner
- 2020: Fantastische Frauen. Surreale Welten von Meret Oppenheim bis Frida Kahlo
- 2020: Richard Jackson. Unexpected. Unexplained. Unaccepted
- 2020: Ramin Haerizadeh, Rokni Haerizadeh und Hesam Rahmanian. „Either he's dead or my watch has stopped“. Groucho Marx (while getting the patient's pulse)
- 2020: We never sleep
- 2021: Caroline Monnet. Transatlantic
- 2021: Magnecic North. Mythos Kanada in der Malerei 1910–1940
- 2021: Gilbert & George. The great exhibition
- 2021: Paula Modersohn-Becker
- 2021: Kara Walker. A black hole is everything a star longs to be
- 2022: Walk!
- 2022: Kunst für keinen 1933–1945 (Werke von Künstlern, die während der Zeit des Nationalsozialismus nicht gezeigt werden konnte)
- 2022: Udo Rondinone. Life Time.
- 2022: Aernout Mik
- 2022: Amna Elhassan. Deconstructed Bodies – In Search of Home
- 2022: Gauri Gill. Acts of Resistance and Repair
- 2022: Chagall. Welt in Aufruhr
- 2023: Niki de Saint Phalle
- 2023: Elizabeth Price. Sound of the Break
- 2023: Monster Chetwynd. A Cat is not a Dog
- 2023: Plastic World
- 2023: Martha Rosler. In one way or another
- 2023: Lyonel Feininger. Retrospektive
- 2024: Melike Kara. shallow lakes
- 2024: The Culture (über den Einfluss des Hip-Hop auf die zeitgenössische Kunst und Kultur)
- 2024: Cosima von Bonin. feelings
- ‪2024: ‬‪Selma Selman‬
- 2024: Casablanca Art School. Eine postkoloniale Avantgarte 1962–1987
- 2024: Carol Rama. Rebellin der Moderne
- 2024/25: Hans Haacke. Retrospektive
- 2025: Troika. Buenavista

## Kunstraub in der Schirn
Am 28. Juli 1994 wurden aus der Schirn bei einem Kunstraub drei Gemälde der Ausstellung Goethe und die Kunst gestohlen. Die Werke waren Licht und Farben und Schatten und Dunkelheit von William Turner (eine Leihgabe der Tate Gallery London) sowie das Ölgemälde Nebelschwaden von Caspar David Friedrich (eine Leihgabe der Hamburger Kunsthalle). Die Bilder hatten einen versicherten Gesamtwert von 70 Millionen DM (35,8 Millionen Euro). Drei Täter wurden gefasst und 1999 zu Haftstrafen von bis zu elf Jahren verurteilt. 2000 und 2002 tauchten die beiden Bilder von Turner wieder auf. 2003 konnte auch das Bild von C.-D. Friedrich wieder an die Hamburger Kunsthalle zurückgegeben werden.